# Piața Sfântul Anton
La Piața Sfântul Anton (Place Saint-Antoine) est une des plus vieilles places de Bucarest.
Elle est bordée par la Strada Franceză, la Strada Șepcari et la Strada Covaci dans le Centrul Vechi (le vieux centre de Bucarest).
Elle fait face à la Curtea Veche.

## Lieux et monuments
- Église Saint-Antoine, construite par Mircea l'Ancien